# Husův sbor (Prostějov)
Husův sbor je funkcionalistický kostel Církve československé husitské v Prostějově. Původně býval synagogou, ale roku 1946 jej židovská obec prodala CČSH a byl přestavěn na křesťanský chrám.

## Historie
V roce 1904 na dnešním Husserlově náměstí stávala Nová synagoga, která vznikla na základech starší Staré synagogy ze 17. století poblíž modlitebny Bejt-ha Midraš. Během 2. světové války ji nacisté úředně zavřeli, vydrancovali a změnili na skladiště. Po válce budovu odkoupila CČSH  a v letech 1946–1949 ji nechala přestavět podle projektu olomouckého architekta Huberta Austa.

## Galerie

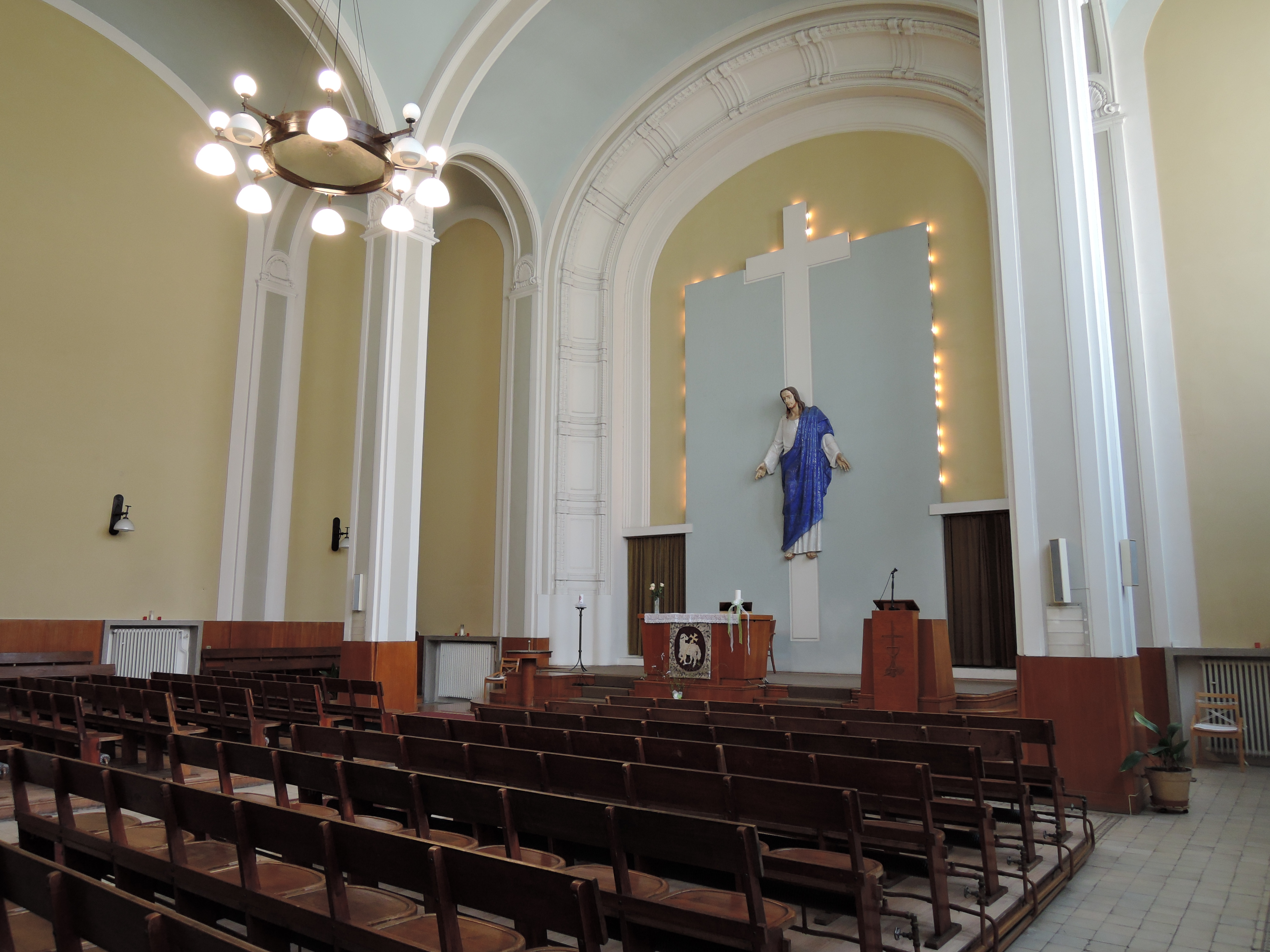
interiér Husova sboru